# Arthur Rich
Arthur Rich (* 21. Januar 1910 in Neuhausen am Rheinfall; † 25. Juli 1992 in Zürich) war ein Schweizer reformierter Theologe, Sozial- und Wirtschaftsethiker. Er gründete 1964 das Institut für Sozialethik an der Universität Zürich, dessen Direktor er bis 1977 war.

## Leben
Arthur Rich wuchs in Neuhausen und Schaffhausen auf. Er absolvierte zunächst eine Lehre als Mechaniker, machte dann die Matura auf dem zweiten Bildungsweg und studierte von 1932 bis 1938 Theologie in Zürich. 
In Zürich war er Mitglied der antimilitaristischen Jugendgemeinschaft "Nie wieder Krieg". 1935 verbrachte er einen einjährigen Studienaufenthalt in Paris. 1937 begann er ein einjähriges Lehrvikariat bei dem religiössozialen Pfarrer Hermann Bachmann in Zürich-Wiedikon.
In den Jahren 1938 bis 1947 war er als Pfarrer in der reformierten Kirchgemeinde Hemmental tätig. 1947 promovierte er an der Universität Zürich zum Doktor der Theologie. 1948 bis 1954 war er Direktor des Lehrerseminars Schaffhausen. Nach seiner Habilitation an der Theologischen Fakultät der Universität Zürich 1952 wurde er zum ordentlichen Professor für Systematische und Praktische Theologie berufen und bekleidete diesen Lehrstuhl von 1954 bis 1976. 1964 gründete er das Institut für Sozialethik an der Universität Zürich, dem er bis 1977 als Direktor vorstand. In dieser Position folgte ihm 1977 Theodor Strohm.  
Nach seiner Emeritierung 1975 erhielt Rich einen Lehrauftrag für Sozialethik an der ETH Zürich. 1985 wurde ihm der Ehrendoktor der Hochschule St. Gallen verliehen.
Arthur Rich war seit 1938 mit Elisabeth Schneider verheiratet.

## Werke (Auswahl)
- Christliche Existenz in der industriellen Welt. Zwingli-Verlag, Zürich, Stuttgart 1957. (2., umgearb. und erw. Aufl.: Christliche Existenz in der industriellen Welt. Eine Einführung in die sozialethischen Grundfragen der industriellen Arbeitswelt. Zwingli-Verlag, Zürich/Stuttgart 1964. (Veröffentlichungen des Instituts für Sozialethik an der Universität Zürich, 1)).
- Radikalität und Rechtsstaatlichkeit. TVZ, Zürich 1978, ISBN 3-290-11387-6.
- Mitbestimmung in der Industrie: Probleme, Modelle, kritische Beurteilung. Eine sozialethische Orientierung. Flamberg, Zürich 1973, ISBN 3-7179-2126-6.
- Wirtschaftsethik. Grundlagen in theologischer Perspektive. Gütersloher Verlagshaus, G. Mohn, Gütersloh 1984, ISBN 3-579-00197-3.
- Wirtschaftsethik. Band 2: Marktwirtschaft, Planwirtschaft, Weltwirtschaft aus sozialethischer Sicht. Gütersloher Verlagshaus, G. Mohn, Gütersloh 1990, ISBN 3-579-00198-1.